# Jamie Campbell-Walter

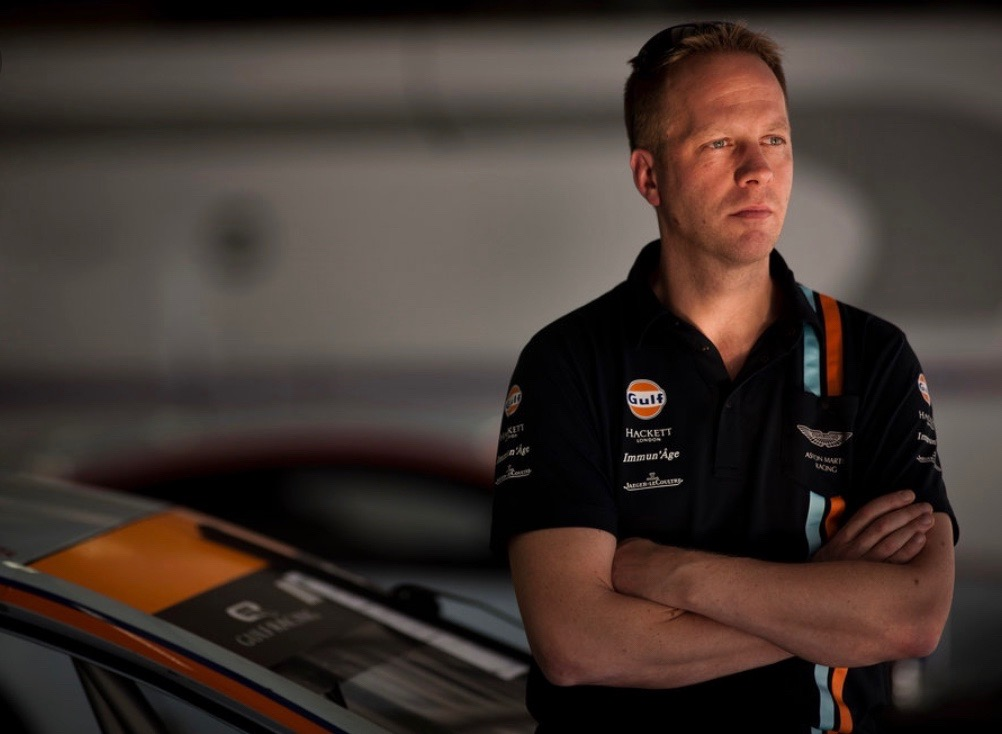
Jamie Campbell-Walter

Jamie Campbell-Walter, né le 19 décembre 1972, est un pilote automobile britannique.

## Carrière
Il a couru de nombreuses années chez Lister au volant d'une Lister Storm et obtenu en 2000 le titre de champion du monde en FIA GT. Il fut 3e dans ce même championnat en 2002 toujours au volant de la Storm.
Il fut coéquipier entre autres avec Julian Bailey, Tom Coronel, Eric van de Poele, Nicoulaus Springer.
En 2004, il roule toujours sous les couleurs de Lister mais avec l'équipe privée Création Autosportif, et dispute plusieurs courses en prototype DBA Zytek.
Aux 24 heures du Mans 2013 il était pilote chez Aston Martin au volant de la n°96 et fut contraint à l'abandon au petit matin.  

## Palmarès
- 1994 : Formule Vauxhall Lotus Winter Series, 2e
- 1994 : Formule Vauxhall Lotus junior, 3e
- 1999 : Championnat de GT britannique, champion
- 2000 : FIA GT, champion (victoire à Valence[1], Estoril[2], Silverstone[3], Zolder[4] et Magny-Cours[5]).
- 2002 : FIA GT, 3e
- 2007 : Vainqueur des 24 Heures de Dubaï